# Михаил Тухачевски
Михаѝл Никола̀евич Тухачѐвски (на руски: Михаѝл Никола̀евич Тухачѐвский) e известен съветски военачалник, маршал на Съветския съюз.

## Биография
Роден е на 16 февруари 1893 г. в с. Александровское, Смоленска губерния. Произхожда от семейство на дворяни.
Завършва Александровското военно училище (1914). Участва в Първата световна война като подпоручик в лейбгвардията на Семьоновския полк. За 6-месечно участие е награден с 6 ордена за проява на извънредно умение като командир.
През 1915 г. попада в плен, но на следващата година успява да избяга и да се завърне в Русия. Постъпва в Червената армия през 1918 г. Тогава е приет в Партията на болшевиките.
За няколко месеца е назначен за военен комисар на отбраната на Московски район през 1918 г., след което участва в Гражданската война, командвайки последователно 1-а, 8-а и 5-а армии. Въвежда в 5-а армия командване само на комисари, давайки на част от тях кратковременна теоретична военна подготовка. През 1920 – 1921 г. командва Кавказкия и Западния фронтове. В края на 1921 г. става началник на Военната академия на РККА.
По време на кампанията в Полша претърпява съкрушителна загуба, която компенсира с кърваво потушаване на моряшките вълнения в Кронщадт и селските в Тамбов. Там нарежда разстрели на заложници в отговор на партизанските нападения и с цел да принуди останалото население да предава въстаниците и да подпомата разгрома им: разстрелват се не по-малко от 5 заложници при разрушаване на близкоразположен до селищата важен мост и между 60 и 100 при отказ на населението на съответния регион да предадат въстаниците, разстрелвани са и най-старите членове на въстаническите семейства. Също така е прилагал тактиката на изгорената земя, разрушавайки поддържащите въстаниците села, и е използвал химическо оръжие срещу гладните и обезверени селяни, укриващи се в горите. По-късно в статията си от 1926 г. „Борба с контрареволюционните въстания“ за специализираното списание „Война и революция“ признава, че тогава е воювал основно с цялото местно население, срещу което е водил истинска война, завършила с окупация.
След Гражданската война се включва в провеждането на военната реформа в СССР (1924 – 1925). От май 1928 до юни 1931 г. командва войските на Ленинградския военен окръг. На 31 януари 1926 г. праща доклад на народния комисар по отбраната Климент Ворошилов, изразявайки безпокойство, че главният щаб на Червената армия се превръщал в „аполитичен орган“.
От 1934 г. е заместник-нарком на отбраната, от 1936 г. – първи заместник на народния комисар на отбраната и началник на Управлението по бойна подготовка. Той е маршал на Съветския съюз от 1935 г.
Проявява безпардонно поведение към Ворошилов и ръководителя на СССР Й. В. Сталин. Осмелява се да отмъкне от последния любимата му актриса, а подигравките му към шефа на НКВД Н. Ежов е преляло чашата.
Решаваща е ролята на маршал Тухачевски за техническото превъоръжаване на Червената армия, промяната на организационната структура на войските, развитието на нови родове войски и видове въоръжени сили, но е поддръжник на крайно високата милитаризация на СССР, искайки през декември 1927 г. следващата година още неиндустриализираната държава в мирно време да произвежда от 50 до 100 хиляди танка годишно – колкото не са били произвеждани в целия свят по-късно през 1944 г. – най-кървавата година на Втората световна война, заради което дори Сталин го обвинява в червен милитаризъм.
През януари 1930 г. предлага проект, според който мирновременният състав на Червената армия да е от 260 стрелкови и кавалерийски дивизии, 50 артилерийски дивизии плюс тежка артилерия (докато по онова време не е имало никъде артилерийска дивизия по света, а Германия по времето на Втората световна война създава само една-единствена – 18-а артилерийска, създадена вместо унищожена на Източния фронт танкова със същия номер, от трофейни съветски оръдия, съществувала само 7 месеца – от октомври 1943 до април 1944 г., когато е разформирована поради невъзможността да се произведат достатъчно боеприпаси за функционирането ѝ), 225 картечни батальона, 40 хиляди бойни самолета и 50 хиляди танка. Понеже ги счита за „недоразвита артилерия“, е противник на минохвъргачките и спира разработването им в СССР. Противопоставя се също така на създаването на мощен флот и на приемането на въоръжение на скорострелните малокалибрени зенитни оръдия, нужни на войските в полеви условия. Подценява картечните пистолети като ненужно „полицейско оръжие“.
Той е последователен поддръжник на пълното превъоръжаване на Червената армия с безоткатни оръдия „Курчевски“, като всичките представени прототипи се провалят не само на държавните, но и на заводските изпитания, и на масовото строителство на бойни самолети с корпуси от бамбукови пръчки. Инициатор е за създаване на редица самостоятелни военни академии. Автор е и на много статии, книги и доклади по проблемите на съвременната война, които обаче са силно политизирани и в тях се набляга на идеологическата обосновка на водените от СССР войни, воденето на военната пропаганда и влиянието на индустриализацията, колективизацията и съветизацията на боеспособността на съветските войски. Последните 2 процеса са оценявани положително заради укрепваното от тях класово самосъзнание на бойците и се твърди, че щели да доведат до „масови въстания“ на пролетариата в страните, с които Съветският съюз воюва. В трудовете му на практика отсъстват описания на различните видове военни тактики и стратегии. Коментирайки книгата му „Походът на Висла“ в книгата си „1920 година“ (от 1926 г.) полският президент и главнокомандващ на полската армия по време на Чудото на Висла маршал Йозеф Пилсудски пише:
„Прекалената абстрактност на книгата ни дава образа на човек, анализиращ само с мозъка или сърцето си, предварително отказвайки се или просто не умеейки да свързва мислите си с ежедневната жизнедеятелност на войските, която не само не винаги отговаря на замислите и намеренията на командващия, но и често им противоречи. ...много от събитията в операциите от 1920 г. ставаха по един, а не по друг начин именно заради склонността на пан Тухачевски към управлението на армията именно с такива абстрактни методи.“
Маршал Тухачевски е арестуван по обвинение за създаване на троцкистка военна организация след брилянтно извършена провокация от страна на германците и поляците, осъден е на смърт и присъдата е изпълнена в Москва на 12 юни 1937 г. Реабилитиран е през 1957 г.